# Фосс, Рихард
Рихард Фосс (нем. Richard Voß; 2 сентября 1851 года, Ной-Грапе, Померания, Германская империя — 10 июня 1918 года, Берхтесгаден, Германская империя) — немецкий драматург и романист.

## Биография
Рихард Фосс родился в Ней-Грапе близ Пирица, в Померании, в семье местного помещика. Он отказался от жизни в родовом поместье, и много путешествовал по Франции, Швейцарии и Италии. Демобилизовавшись с Франко-Прусской войны 1870—1871 годов, в которой он получил ранение, Рихард изучал философию в университетах Йены и Мюнхена. С 1874 года он попеременно жил в особняке в Шёнау-ам-Кёнигсзе (где теперь его имя присвоено улице), в Берхтесгадене и на вилле в Фраскати, в Риме, где им были написаны многие из его произведений. Частыми гостями писателя были аристократы и художники. В 1878 году Рихард женился на Мелании фон Гленк, но это не избавило его от обвинений в гомосексуальных наклонностях. В 1884 году Великий герцог Веймарский назначил его библиотекарем в замке Вартбург, однако из-за болезни Рихард был вынужден подать в отставку. С 1888 года он окончательно поселился в Берхтесгадене. В 1896 году за драму «Die Patricierin» Рихард получил Премию Шиллера. Рихард Фосс умер 10 июня 1918 года в Берхтесгадене и похоронен здесь же на старом кладбище.

## Избранные сочинения
- «Савонарола», драма (Savonarola, 1878).
- «Магда», драма (Magda, 1879).
- «Патрицианка», драма (Die Patricierin, 1880).
- «Сан-Себастьян», роман (San Sebastian, 1883)
- «Нечестные люди», драма (Unehrlich Volk, 1885)
- «Вера господ», драма ("Treu dem Herrn, 1886).
- «Сабиняне», роман (Die Sabinerin, 1888)
- «Горе побежденным», драма (Wehe dem Besiegten; 1889)
- «Монах из Берхтесгадена», роман (Der Mönch von Berchtesgaden, 1891)
- «Вилла Фальконьери», роман (Villa Falconieri, 1896), экранизирован в 1927 и 1952 годах.
- «Новый бог», роман (Der neue Gott, 1898)
- «Мстительница», роман (Die Rächerin, 1899)
- «Амата», роман (Amata, 1901)
- «Когда боги любят» (Wenn Götter lieben, 1907).
- «Погибший род» (La perduta gente, 1909).
- «Земная краса. Путевой дневник Рихарда Фосса» (Erdenschönheit. Eine Reisetagebuch von Richard Voß, 1911).
- «Два человека», роман (Zwei Menschen, 1911).